# Benjamin Purnell
Benjamin Franklin Purnell (* 1861 in Kentucky; † 16. Dezember 1927 in St. Joseph, Michigan) war ein US-amerikanischer Wanderprediger und Gründer der House-of-David Sekte.

## Leben
Benjamin Franklin Purnell wurde 1861 als eines von zehn Kindern der Familie Purnell in Kentucky geboren.
Da seine Eltern zu arm waren, um ihn versorgen zu können, wurde er von seinem ältesten Bruder und dessen Frau großgezogen. Das einzige Buch, in dem er bis zu seinem 14. Lebensjahr immer wieder gelesen haben soll, war die Bibel, sodass es ihm möglich war frei daraus zu zitieren. Wenn er schulisch auch ungebildet blieb, entwickelte er sich zu einem sehr charismatischen und redebegabten Mann. Früh hatte er die Vorstellung, dass der Mensch zu dem Zustand des Garten Edens zurückkehren und ewig leben könne. Er untermauerte dieses Gedankengebäude mit verschiedenen Bibelstellen und begann mit 16 Jahren als ungebildeter Wanderprediger durch die Südstaaten zu reisen. Nebenbei arbeitete er als Besenbinder und führte die dazu erforderliche Gerätschaft stets mit sich.
Am 3. August 1880 heiratete Benjamin Purnell Mary Stollard (* 13. November 1862, † 19. August 1953) in Aberdeen (Ohio), mit der er die beiden Kinder Coy (* 1881, † 1924) und Hettie (* 1887, † 1903) bekommen sollte. Obwohl Benjamin Purnell zu diesem Zeitpunkt bereits verheiratet war, ließ er sich von seiner ersten und getrennt lebenden Frau nicht scheiden.
Die Purnells lebten in Richmond (Indiana) und gehörten der Kirche des selbsternannten Propheten James Rowland White (James Jezreel * 1851, † 1885) an, die aus der 1822 von John Wroe (* 1782, † 1863) gegründeten Christian Israelite Church hervorgegangen war und gemäß dessen Lehre die sieben Engel der Offenbarung Kapitel 10 Vers 7 als sieben irdische Botschafter Gottes verstanden wurden, deren erster die englische Schwärmerin Joanna Southcott (* 1750, † 1814) gewesen sei. Die Aufgabe der Botschafter sei es, die verlorenen zehn Stämme Israels zu sammeln. James Jezreel verstand sich als der sechste Botschafter und Prophet. Zur Zeit des siebten Botschafters würde das Paradies auf Erden entstehen, in welchem die 144.000 Auserwählten (Offenbarung 7:4) für 1000 Jahre leben. Die Anhänger des James Jezreel wurden als Jezreeliten bezeichnet.
Als die Purnells nach Detroit (Michigan) zogen, folgten sie einem gewissen Michael Mill, der eine sogenannte God House Gemeinde der Jezreeliten leitete und als der siebte Botschafter angesehen wurde. Allerdings kam Michael Mill 1892 aufgrund des Geschlechtsverkehrs mit einer Minderjährigen ins Gefängnis, womit sich die Hoffnungen seiner Anhänger verloren. Gemäß den Angaben Benjamin Purnells, will er am 12. März 1895 eine göttliche Vision erhalten haben, in welcher ihm offenbart wurde, dass er der siebte Botschafter Gottes sei. Von nun an reiste er mit seiner Familie auf einem Pferdewagen durchs Land und verbreitete seine neue Lehre, die er als „House of David“ bezeichnete. Er sah sich als Sohn Davids und Offenbarer der Geheimnisse Gottes an und lehrte, dass jeder, der seine Lehre und vorgegebene Lebensweise annehme, ewig leben werde. Zu der von ihm verkündeten Lebensweise zählte u. a. sich Bart und Haare nicht zu schneiden und kein Fleisch zu essen. 1902 ließen sich die Purnells in Fostoria (Ohio) nieder, wo sie die Gemeinschaft Israelite House of David gründeten. Hier lernten sie das wohlhabende Farmerpaar Silas und Cora Mooney kennen, welche es ihnen ermöglichte ihr neues Buch The Star of Bethlehem: The living roll of life in hoher Auflage drucken zu lassen. Purnells Predigten ließen eine wachsende Anhängerschaft um ihn entstehen, sodass sie bald ein eigenes Kirchengebäude erwerben konnten.
Bei der Explosion der örtlichen Feuerwerkskörper-Fabrik am 17. Februar 1903 starb seine Tochter Hettie. Benjamin Purnell hielt zu diesem Zeitpunkt gerade eine Predigt und wollte sie weder beenden, noch unterbrechen, um den Körper seiner toten Tochter zu identifizieren. Ebenso lehnte er eine Beerdigung seiner Tochter mit dem Hinweis auf Matthäus 8:22 ab, dass die Toten ihre Toten begraben sollen. Dies irritierte die Bewohner von Fostoria derart, dass sie ihn und seine Familie gewaltsam dazu aufforderten den Ort zu verlassen. Die Mooneys blieben ihnen jedoch treu und unterstützen die Purnells weiterhin, die nach Nordwesten reisend auf die Brüder Albert und Louis Baushke stießen. Albert und Louis Baushke besuchten eine Christian Israelite Church in Grand Rapids, welche an John Wroe als den sechsten Botschafter glaubte. Die beiden Brüder waren Eigentümer der Baushke Carriage Works in der West Main Street in Benton Harbor (Michigan) und somit sehr wohlhabend. Sie nahmen die Lehre der Purnells an und erklärten Benjamin Purnell vor ihrer Gemeinde in Grand Rapids zum siebten Botschafter und Propheten. Durch ihre finanzielle Unterstützung war es den Purnells möglich 1903 den Kauf eines ca. 250 Acres großen Geländes entlang der Britain Avenue in Benton Harbor zu finanzieren und darauf die Kommune House of David zu errichten. In dieser wollten sie sich gemeinsam mit ihren als die 144.000 Auserwählten aus Offenbarung Kapitel 7 Vers 4 verstandenen Anhänger auf die zweite Wiederkunft Christi vorbereiten. Das Grundstück befand sich unweit des von der gehobenen Gesellschaft Chicagos aufgesuchten Vergnügungsparks und Resorts „Eastman Springs“, den die Purnells 1908 erwarben und in „Eden Springs Park“ umbenannten.
Um seine Lehre weiter zu verbreiten, entsandte Benjamin Purnell sogenannte House-of-David Botschafter, die durchs Land zogen. Er selbst reiste mit seiner Frau 1904 nach Melbourne (Australien), wo sie 85 Anhänger der Christian Israelite Church für sich gewannen, die ihnen 1905 nach Benton Harbor folgten.
Benjamin und Mary Purnell veröffentlichten in den folgenden Jahren verschiedene theologische und prophetische Schriften, darunter „The Little Book: Addressed to the Twelve Tribes of Israel scattered abroad“, „The Seven Books of Wisdom“ und „The Key of the House of David: Book of Wisdom for the Ingathering and Restoration of Israel“.
Die Gemeinschaft wuchs und zählte 1916 bereits 1000 Mitglieder. Dank des für die Öffentlichkeit zugänglichen Vergnügungsparks und der scheinbar paradiesischen Zustände innerhalb der Kommune, erlangte diese große Bekanntheit. Benjamin Purnell wurde zum Millionär und begann sehr extravagant aufzutreten, weshalb er von Zeitungsjournalisten als „King Ben“ bezeichnet wurde. 1923 bezichtigte man ihn des Besitzes eines Harems und warf ihm neben religiösen Betrugs und der Förderung von Zwangsarbeit auch die Vergewaltigung minderjähriger Mädchen vor, was dazu führte, dass er für vier Jahre untertauchte und sich in seiner Diamond House Mansion versteckte. Der Staat Michigan eröffnete 1924 ein Gerichtsverfahren (People vs. Purnell). Zwar wurde Benjamin Purnell am 16. November 1926 im Rahmen einer Polizeirazzia festgenommen, doch wurde er wieder frei- und die Anklage gegen ihn fallen gelassen. Der fortbestehende zivile Rechtsstreit wurde 1929 durch das State Supreme Court beigelegt.
Benjamin Purnell starb am 16. Dezember 1927 in St. Joseph (Michigan) an Tuberkulose. Da seine Anhänger an eine Auferstehung geglaubt hatten, wurde sein Tod erst drei Tage später bekanntgegeben.

## Lehre
Benjamin Purnell lehrte, dass vor der Wiederkunft Christi sieben Botschafter auftreten würden, welche mit den sieben Engeln der Offenbarung gleichzusetzen seien. Er hatte die Lehre von James Rowland White (James Jezreel * 1851, † 1885) übernommen, wie sie dieser bereits in seinem Werk Extracts from the Flying Roll dargelegt hatte.
Die sieben Botschafter:
1. Joanna Southcott (* 1750, † 1814)
2. Richard Brothers (* 1757, † 1824)
3. George Turner († 1821)
4. William Shaw († 1822)
5. John Wroe (* 1782, † 1863)
6. James Jezreel (* 1851, † 1885)
7. Benjamin Franklin Purnell (* 1861, † 1927)